# IPod classic
L'iPod classic est un baladeur numérique conçu par Apple et commercialisé de 2001 à 2014. Le suffixe classic a été ajouté à l'iPod de sixième génération, présenté en septembre 2007, lors d'une mise à jour de la série originale d'iPod à disque dur, introduite en octobre 2001. Rétrospectivement, on peut appeler iPod classic les iPod à disque dur 1,8 pouce, même précédant l'apparition du terme.
L'iPod a connu des évolutions successives. D'abord réservé aux utilisateurs d'ordinateurs Macintosh, il est utilisable sous Windows depuis la seconde génération. La capacité de son disque dur et l'autonomie de sa batterie ont augmenté au fil des années. Il est muni d'un écran couleur depuis l'iPod photo et lit les fichiers vidéo depuis le lancement de l'iPod de cinquième génération, doté d'un écran de 2,5 pouces.
La commercialisation de l'iPod classic prend fin le 9 septembre 2014, après 13 ans d'existence et une érosion des ventes de 27 % entre 2012 et 2013,.

## Première génération

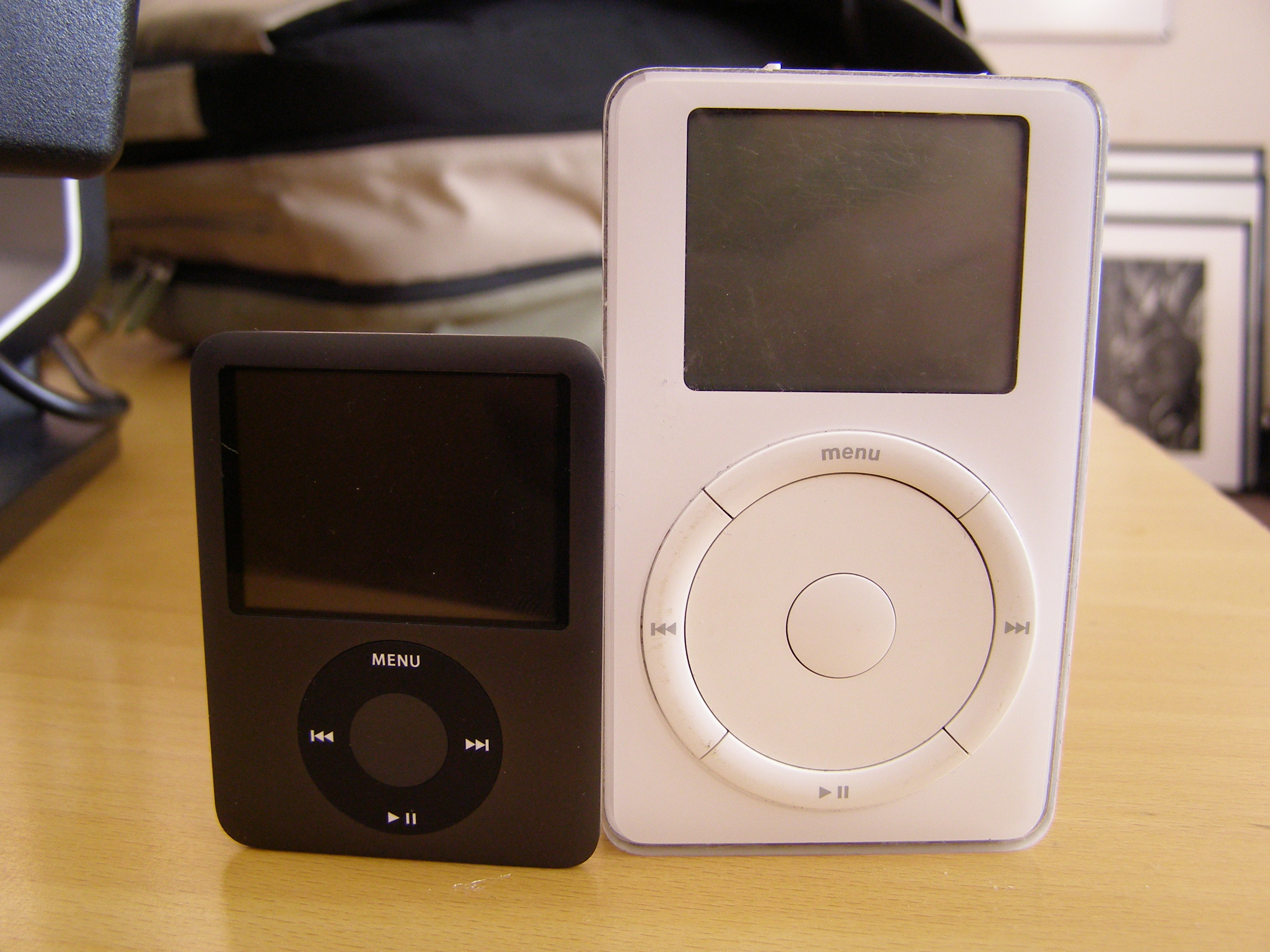
iPod nano noir de 3e génération et iPod de seconde génération.

Apple présente la première génération d'iPod le 23 octobre 2001, le baladeur nécessite un ordinateur Macintosh et le logiciel gratuit iTunes 2. Le modèle original est équipé d'un écran monochrome de 2 pouces et d'une définition de 160 × 128 pixels, d'un disque dur de 1,8 pouce offrant une capacité de 5 gigaoctets et pouvant stocker un millier de chansons (la capacité se base sur des chansons d'une durée moyenne de 4 minutes et encodées au format MP3 160 kb/s). Il dispose d'une protection de vingt minutes contre les chocs.
L'iPod permet de lire les formats audio MP3 (jusqu'à 320 kb/s), MP3 VBR, AIFF et WAV. iTunes permet de transférer sa bibliothèque musicale sur l'iPod et de synchroniser automatiquement son contenu lorsque le baladeur est connecté au Mac.
Le transfert de données s'effectue grâce à une connexion FireWire (IEEE 1394), dont le débit permet de télécharger 1 000 titres en moins de 10 minutes. L'iPod peut être utilisé pour stocker des documents, ou même pour démarrer un Macintosh. La batterie polymère lithium rechargeable assure une autonomie de 10 heures ; comme sur tous les modèles suivants, la batterie est non-amovible. Le câble FireWire permet de recharger l'iPod. L'appareil est contrôlé grâce à sa molette (scroll wheel), qui permet de faire défiler la liste des morceaux, et dispose de quatre boutons en périphérie et d'un bouton central.
L'iPod original est vendu pour 399 $ aux États-Unis et 549 € en France. Le 21 mars 2002, Apple ajoute un second modèle d'une capacité de 10 Go, au prix de 499 $. Une mise à jour permet aux possesseurs d'iPod d'importer des listes de contacts au format vCard. Lors de la commande les clients peuvent demander une personnalisation de la face arrière de l'iPod par gravure laser.

## Deuxième génération

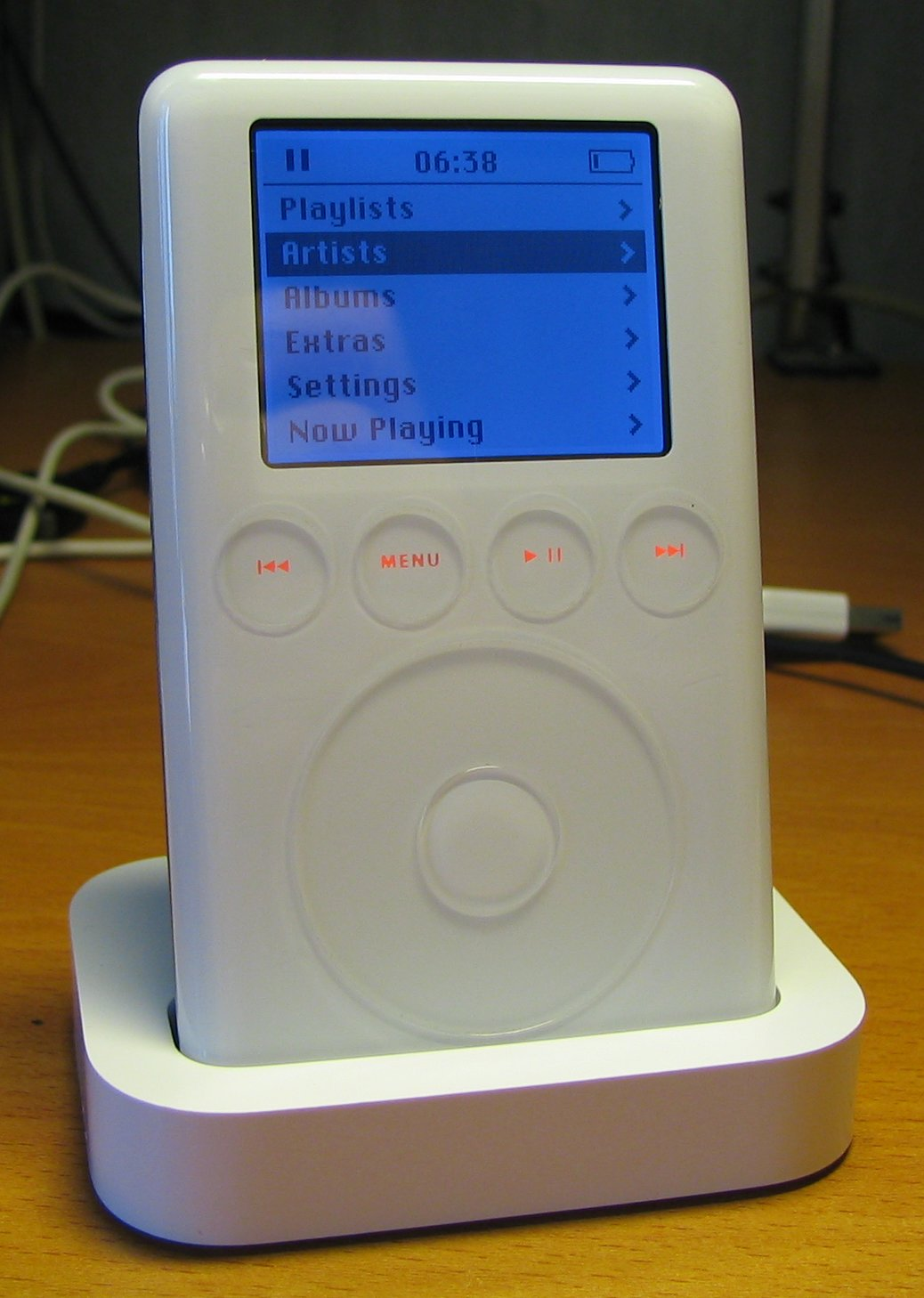
iPod de troisième génération dans un dock.

Le 17 juillet 2002, Apple introduit la seconde génération de son baladeur, équipé d'un disque dur de 5, 10 ou 20 Go. Sur les deux derniers modèles, la molette de navigation devient tactile (en fait, un pavé tactile semblable à celui des ordinateurs portables) ; ils sont livrés avec une télécommande filaire. Le prix des modèles 5 et 10 Go diminue de 100 €.
Cette génération d'iPod supporte pour la première fois le format Audible adapté aux livres audio. L'autonomie annoncée est de 10 heures. L'iPod de seconde génération est utilisable sous Windows grâce au lecteur audio Musicmatch qui permet de transférer chansons et listes de lecture. Toutefois, les iPod de seconde génération formatés pour PC/Windows sont des modèles spécifiques et nécessitent un ordinateur disposant d'un port FireWire.

## Troisième génération

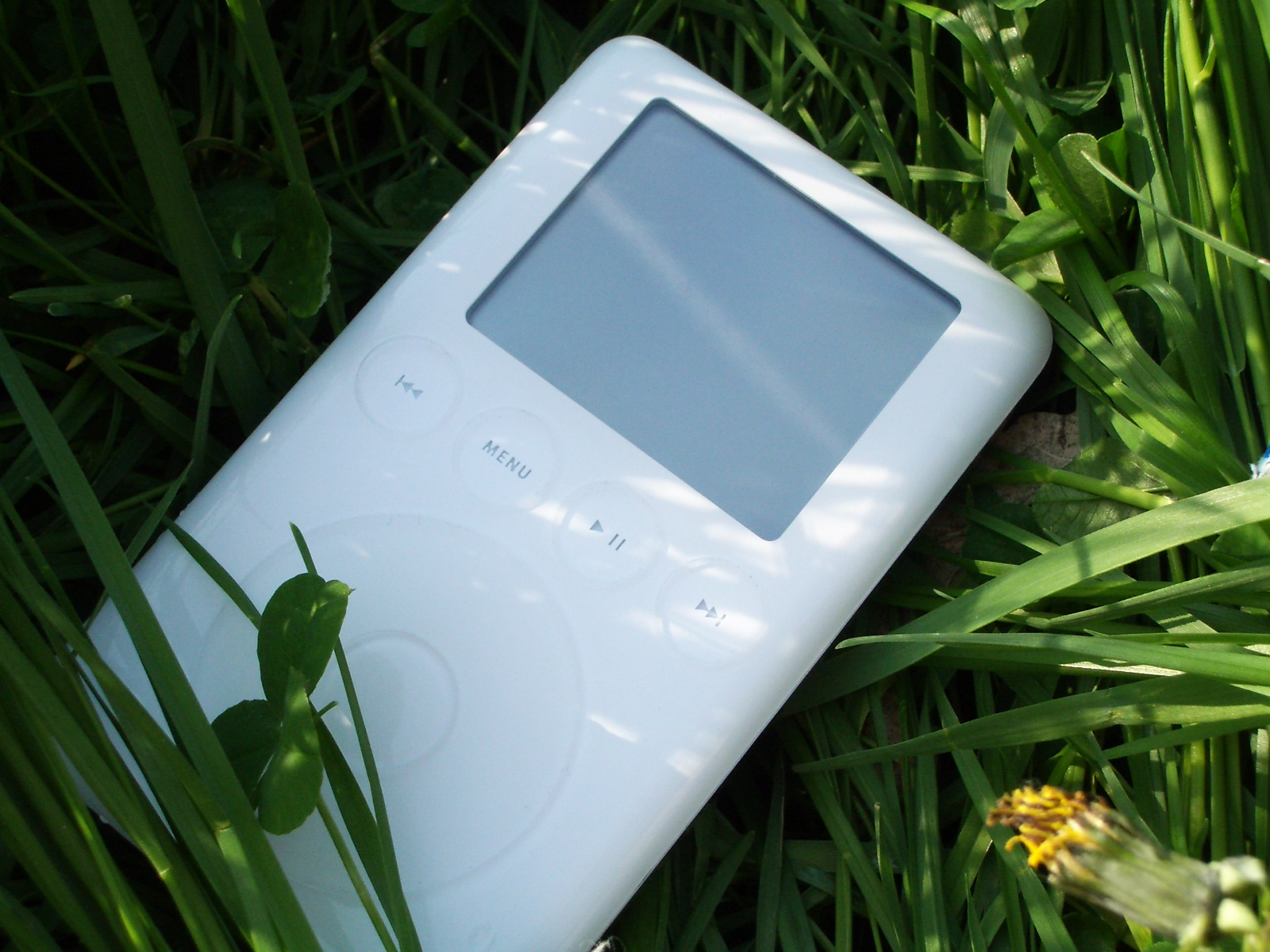
iPod de 3e génération.

Le design de la troisième génération d'iPod, présentée le 28 avril 2003, est entièrement revu. Les nouveaux iPod sont plus fins que les modèles précédents, les rebords de leur face avant sont arrondis, toutes les commandes — roue et boutons — sont remplacées par des dispositifs tactiles. Les quatre boutons extérieurs, maintenant rétroéclairés, sont déplacés entre l'écran et la molette de navigation.
Les capacités atteignent 10, 15 et 30 Go, les deux derniers modèles étant livrés avec une station d'accueil (iPod dock). Les iPod de troisième génération sont les premiers à adopter une batterie lithium-ion ; l'autonomie annoncée est de 8 heures. Ils sont tous compatibles Mac et Windows (synchronisation par connexion FireWire ou USB 2.0), et supportent un format audio supplémentaire, l'AAC (jusqu'à 320 kb/s).
Apple lance également l'iTunes Store, son service d’achat de musique en ligne. Il est initialement réservé aux clients résidant aux États-Unis, équipés d'un Mac et d'iTunes 4. Les clients sous Windows utilisent leur iPod avec le lecteur audio Musicmatch jusqu'à l'introduction d'iTunes pour Windows, le 16 octobre 2003.
Le 8 septembre 2003, la gamme iPod est légèrement revue ; les deux modèles 15 et 30 Go sont remplacés par des iPod offrant une capacité de 20 et 40 Go. Le prix des trois modèles diminue de 50 €. Lors du salon Macworld, dont la conférence d'ouverture se tient le 6 janvier 2004, Apple annonce que les ventes d'iPod ont atteint les deux millions d'unités depuis son lancement. À cette occasion Apple présente un nouveau modèle plus compact, l'iPod mini. L'iPod 3G 10 Go est remplacé par un modèle 15 Go, proposé au même prix.

## Quatrième génération et iPod photo

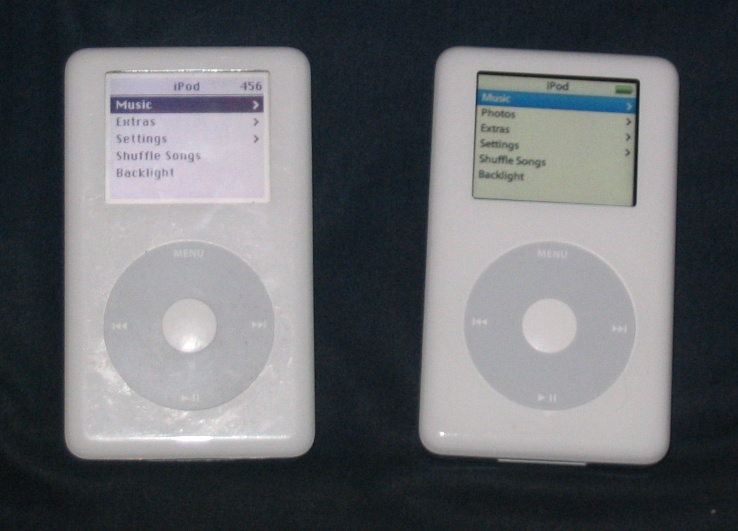
iPod de 4e génération (écran monochrome) et iPod photo.

La quatrième génération, lancée le 19 juillet 2004, utilise une nouvelle molette intégrant les quatre commandes auparavant situées à sa périphérie. Comme sur l'iPod mini, la roue est à la fois tactile (pour naviguer dans l'interface) et cliquable (pour déclencher les actions de navigation et de lecture). Les capacités sont de 20 ou 40 Go et l'autonomie annoncée est de 12 h. Seul le modèle 40 Go est vendu avec une station d'accueil, et la télécommande précédemment fournie n'est plus incluse.
Le 26 octobre 2004, l'iPod photo est proposé à la vente : identique en apparence aux iPods de quatrième génération, il permet d'importer des images (aux formats JPEG, BMP, GIF, TIFF, PSD et PNG) depuis un ordinateur et de les visualiser sur son écran 2 pouces affichant 220 × 176 pixels et 65 536 couleurs. La sortie vidéo permet de visualiser un diaporama sur un écran de télévision ou un projecteur. Les photos sont synchronisées depuis un ordinateur vers l'iPod grâce à la version 4.7 d'iTunes. Ce modèle dispose d'un disque dur de 40 ou 60 Go et l'autonomie annoncée est de 15 heures.
Le 23 février 2005 l'iPod standard 40 Go disparaît, la gamme iPod ne compte plus qu'un seul modèle à écran monochrome, d'une capacité de 20 Go. Le modèle 40 Go est remplacé par un modèle 30 Go plus abordable et le prix de l'iPod photo 60 Go diminue de près de 200 € en France ; malgré tout le dock et le câble FireWire auparavant inclus sont maintenant proposés en option.
La dénomination « iPod photo » est abandonnée le 28 juin 2005 lors d'un renouvellement de la gamme iPod. Ses fonctions sont intégrées aux nouveaux modèles 20 et 60 Go.

## Cinquième génération (5G)

### Modèle d'octobre 2005

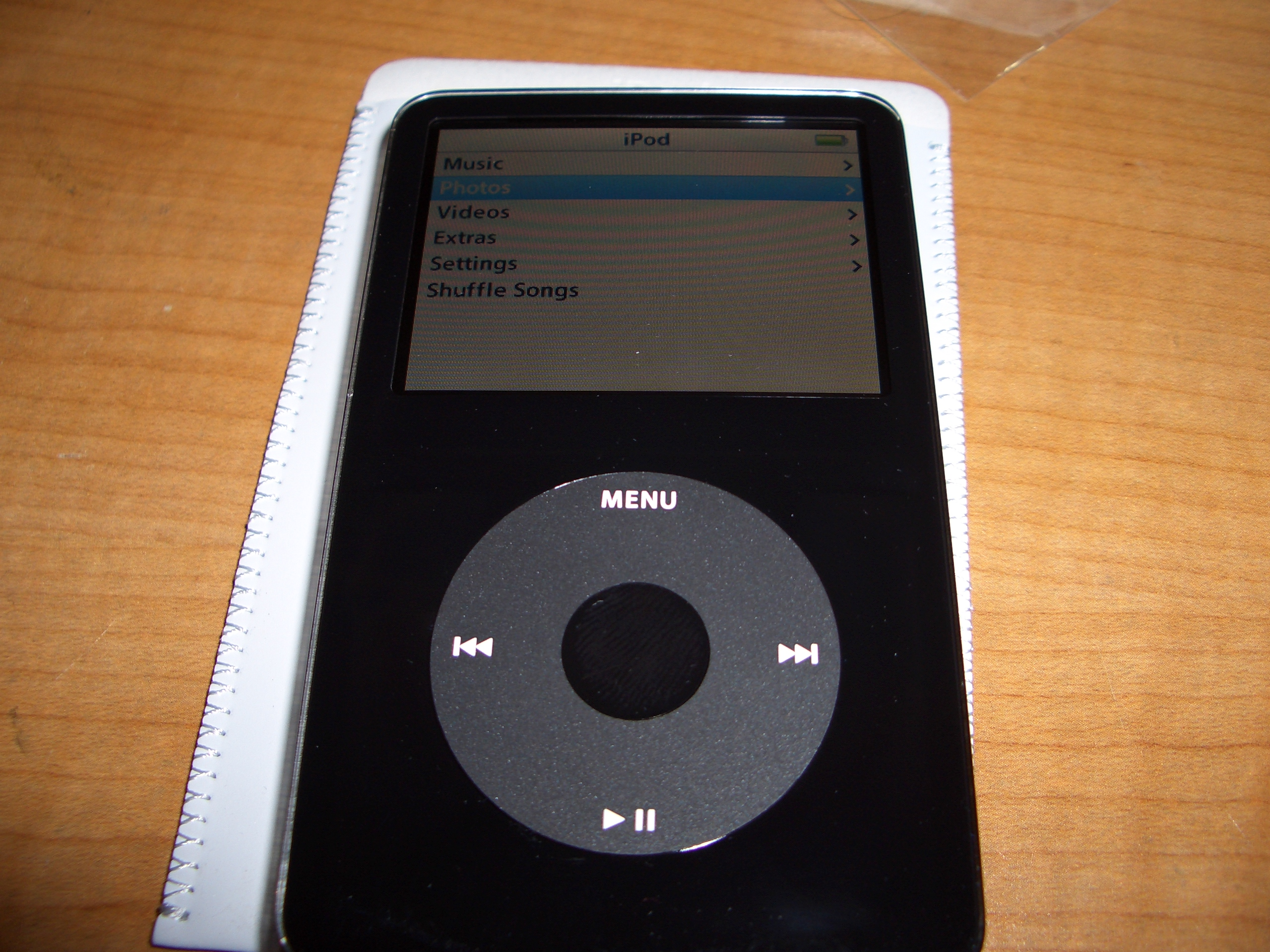
iPod de 5e génération.

Le 12 octobre 2005, Steve Jobs présente la cinquième génération d'iPod, capable de lire des fichiers vidéo et arborant un écran LCD plus grand et de meilleure qualité (2,5 pouces, 320 × 240 pixels, 65 536 couleurs). L'iPod 5G est plus fin que son prédécesseur, les bords de sa face avant sont plats et il est pourvu d'une molette plus petite. Contrairement aux modèles précédents, il ne permet plus le transfert de données par connexion FireWire. Il intègre un disque dur de 30 ou 60 Go, et est disponible en deux coloris : le blanc classique et le noir. Cet iPod a reçu de la presse le surnom d'iPod vidéo, bien qu'il s'appelle tout simplement iPod (ou iPod 5G).
L'éventail de format accessible est limité puisque s'il permet de jouer des fichiers MPEG-4 (aux dimensions maximales de 480 × 360 à l'origine, exploitables par exemple en sortie vers un téléviseur) ainsi que le format H.264 (aux dimensions maximales de 320 × 240 à l'origine) adopté par Apple, il est en revanche impossible de lire des fichiers de type DivX. Mais à la suite de la réussite commerciale de ce produit, de nombreux encodeurs vidéo fleurissent permettant la lecture de tout type de fichiers.
Apple a profité des nouvelles capacités vidéo de son baladeur pour élargir l'offre disponible sur l'iTunes Store en proposant à la vente des jeux (Tetris, Bejeweled, etc.) exploitables par l'iPod. La version américaine du magasin en ligne vend également des clips musicaux, des séries télévisées et des courts-métrages Pixar. Des films de cinéma sont ajoutés au catalogue l'année suivante.

### Modèle de septembre 2006
Apple met à jour l'iPod 5G le 12 septembre 2006, offrant des prix et des fonctions plus attractifs, pour un design strictement inchangé. La capacité du modèle 60 Go passe alors à 80 Go. Il dispose d'une fonction de recherche par caractères, qu'il faut sélectionner à l'aide de la molette, et prend en charge la lecture sans blanc (gapless playback).
Une mise à jour gratuite du firmware de la première version de l'iPod 5G est rendue disponible, elle permet la lecture de vidéos de dimensions allant jusqu'à 640 × 480 pixels (correspondant au nouveau format des vidéoclips et des films vendus sur l'iTunes Store), de rajouter de nouveaux jeux, et de régler la luminosité de l'écran.

## Sixième génération (6G)

### Modèle de septembre 2007

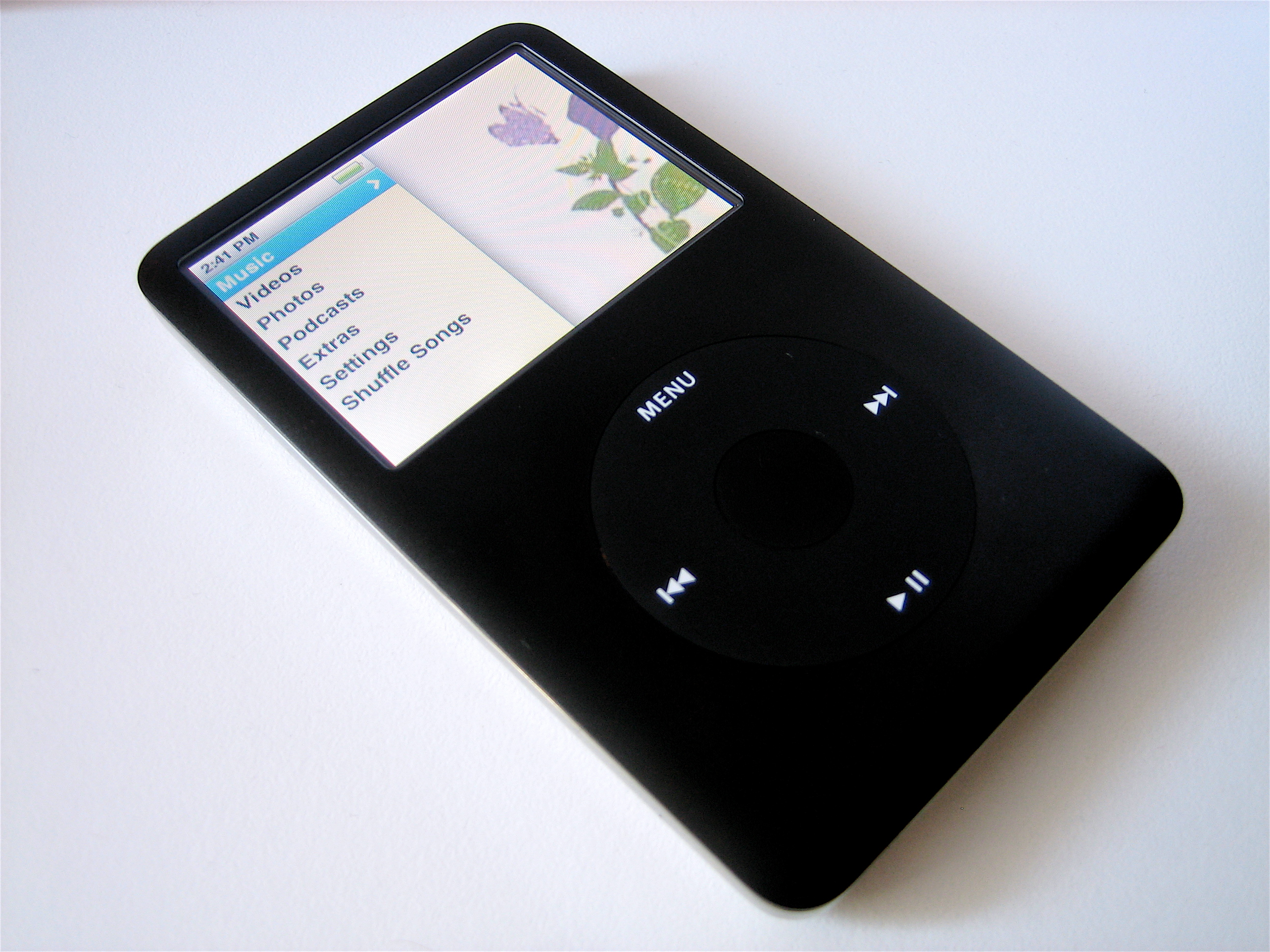
La nouvelle interface de l'iPod classic (6G).

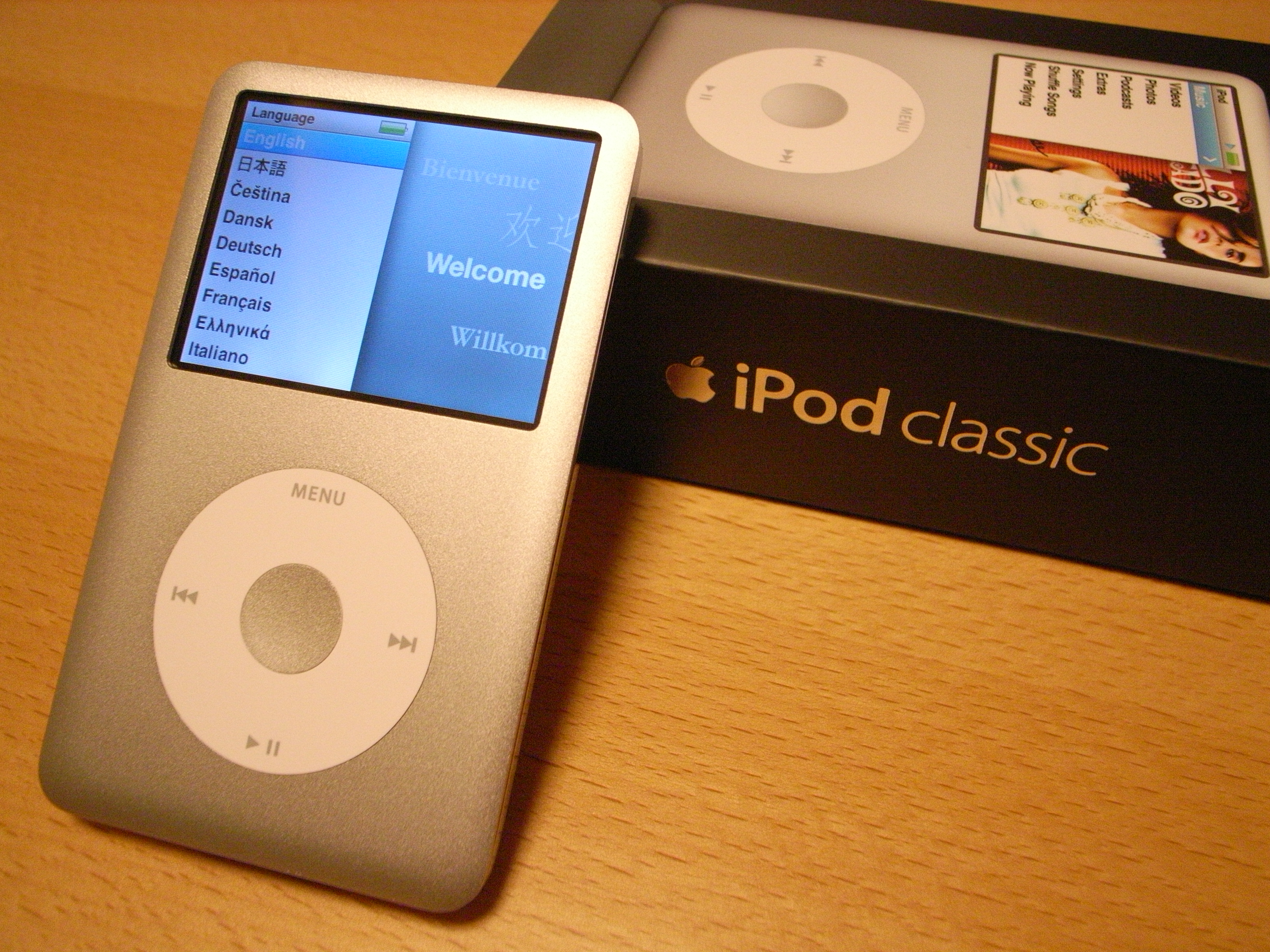
iPod classic 80 Go argent (6G) et son emballage.

Présenté le 5 septembre 2007, comme le nouvel iPod touch et l'iPod nano de troisième génération, l'iPod classic est l'évolution de l'iPod video (dit 5G). Il embarque un disque dur d'une capacité de 80 ou 160 Go, l'autonomie annoncée est de 40 h en lecture audio et 7 h en lecture vidéo pour la version 160 Go. Le prix de l'iPod classic 80 Go correspond à celui de l'ancien 5G 30 Go.
Le design est légèrement modifié, l'aluminium remplace le polycarbonate sur la face avant, dont les rebords sont légèrement arrondis. L'iPod classic est proposé en deux couleurs, noir ou argent. Les fonctions restent sensiblement identiques au modèle précédent, la principale nouveauté étant la nouvelle interface (Une manipulation permet de mettre cette nouvelle interface sur les iPod de 5e génération). Les menus s'affichent sur la moitié gauche de l'écran, l'autre moitié présente des illustrations (pochettes de disque, photos…) en fonction du menu sélectionné. L'iPod 6G intègre également la fonction Cover Flow, déjà disponible dans iTunes, qui permet ici à l'utilisateur de naviguer dans sa bibliothèque en faisant défiler les pochettes d'album grâce à la molette de l'iPod.

### Modèle de septembre 2008
Le 9 septembre 2008 sort la version 120 Go. Cette version ne diffère des autres versions de cette même génération que par sa capacité de mémoire estimée être largement suffisante et d'une capacité de batterie égale à 36 heures en lecture musicale et 6 heures en lecture vidéo. Une seule capacité est disponible, celle de 120 Go, et deux couleurs sont proposées, noir et gris. Cette version dispose de l'outil Genius permettant la création de liste de lectures intelligentes.

### Modèle de septembre 2009
Le 14 septembre 2009 sort la version 160 Go. Cette version ne diffère des autres versions de cette même génération que par sa capacité de mémoire estimée être largement suffisante et d'une capacité de batterie égale à 36 heures en lecture musicale et 6 heures en lecture vidéo. Une seule capacité est disponible, celle de 160 Go, et deux couleurs sont proposées, noir et gris. Le nouvel iPod classic bénéficie également de Genius.